# حنف القدم
حنف القدم أو اعوجاج القدم  أو الحَنَف القَفَدِيّ الفَحَجِيّ الخلقي هي مشكلة خلقية تؤثر على إحدى القدمين أو كلتيهما. تبدو القدم المصابة معوجّة إلى الداخل عند مفصل الكاحل. المصابون بحنف القدم الذين لم يعالجوا هذا العيب الخلقي عادة ما يمشون على مفصل الكاحل أو على جوانب أقدامهم. ولكن مع تطور العلاج الغالبية العظمى من المصابون يتعالجون علاج كامل في مرحلة مبكرة من حياتهم وغالبا ما يعودون لممارسة المشي والرياضة بصورة طبيعية  كغير المصابين تماما.

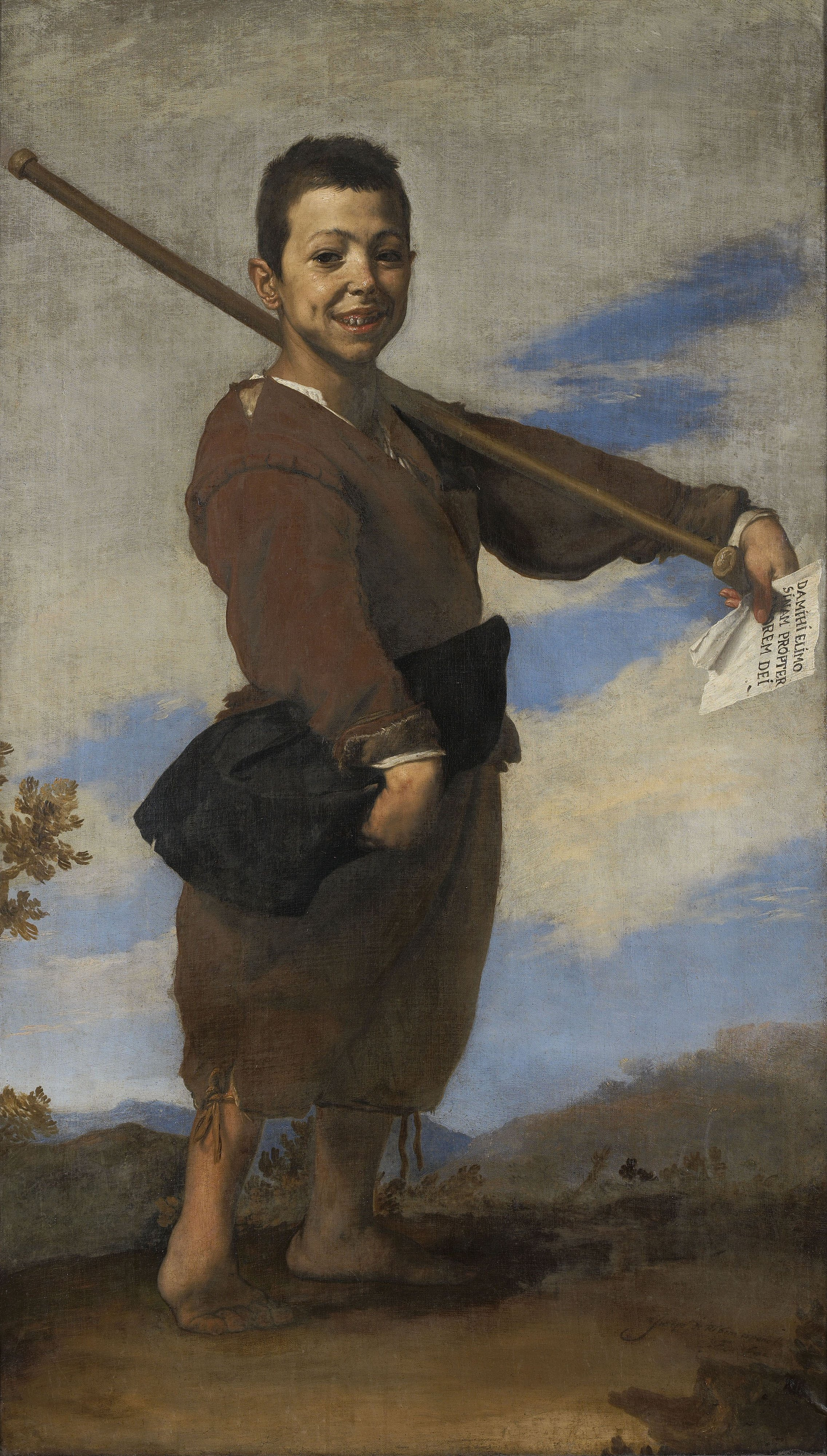
الأحنف بريشة جوسيبي دي ريبيرا. متحف اللوفر في باريس

## علم الوراثة
كان أبقراط أول من يصف المشكلة طبيا قبل 400 سنة وحتى هذا اليوم لا زالت هناك الكثير من الفرضيات عن نشوء حنف القدم تتعلق بالعوامل البيئية والمورثات ومزيج بين الاثنين.
تفترض بعض الدراسات أن حنف القدم ينشئ أثناء تعطل وظيفي في تكوين القدم أثناء مرحلة الحمل

## التشخيص
حنف القدم غالبا ما يشخص فورا بعد الولادة عن طريق النظر إلى القدمين، ويعود الأمر للطبيب المعالج لاتخاذ القرار ما بين تصوير القدمين باستخدام أشعة اكس للنظر للتركيب الداخلي للقدمين أو غير ذلك. في بعض الحالات قد يتم تشخيص المشكلة حتى قبل الولادة عن طريق الأشعة الصوتية وقد تكون أكثر وضوحا في حال اصابة القدمين معا

## العلاج

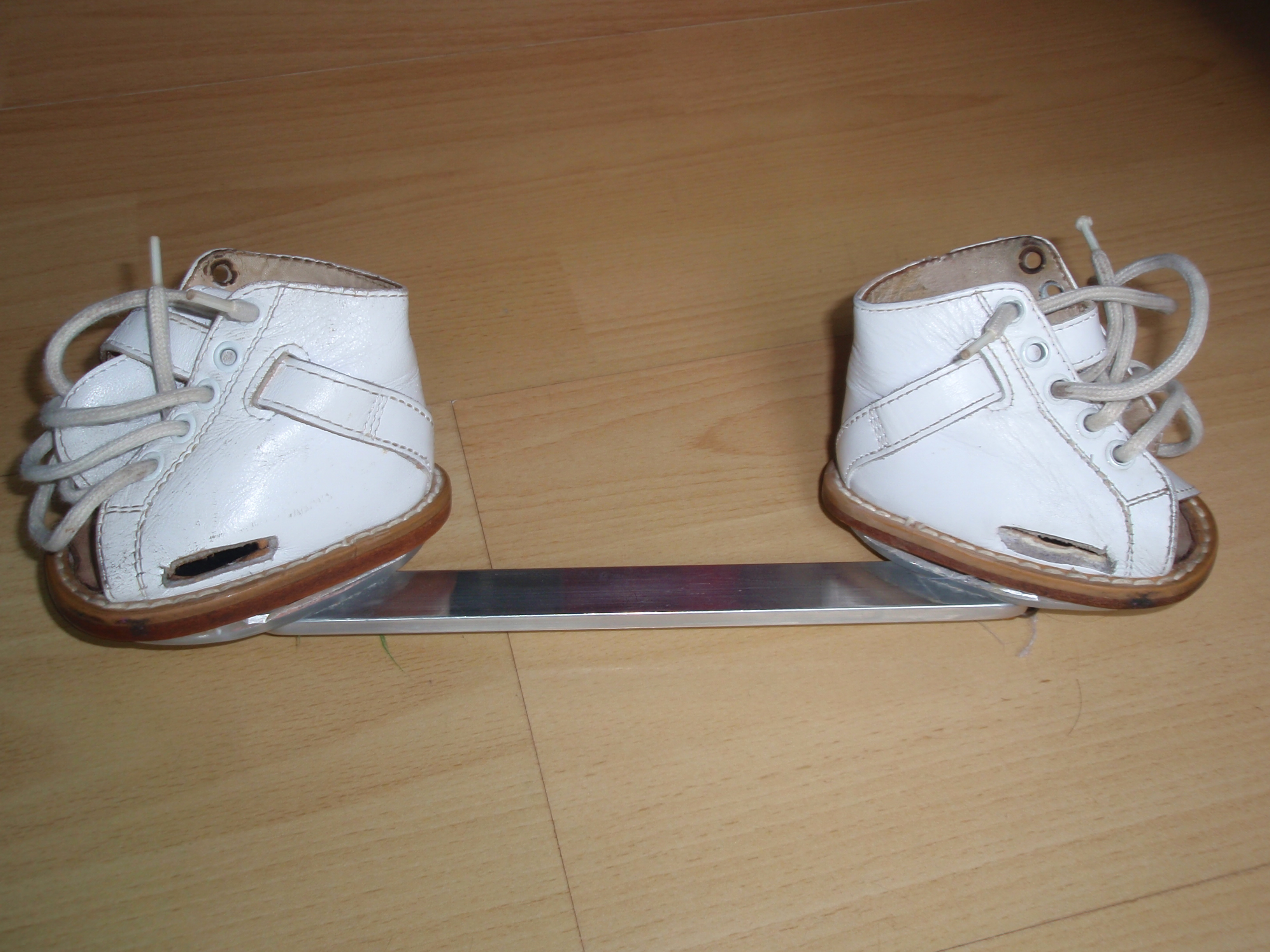
أحذية مخصصة لتثبيت القدمين في وضعية تسمح باعادة القدمين لوضعهم الطبيعي

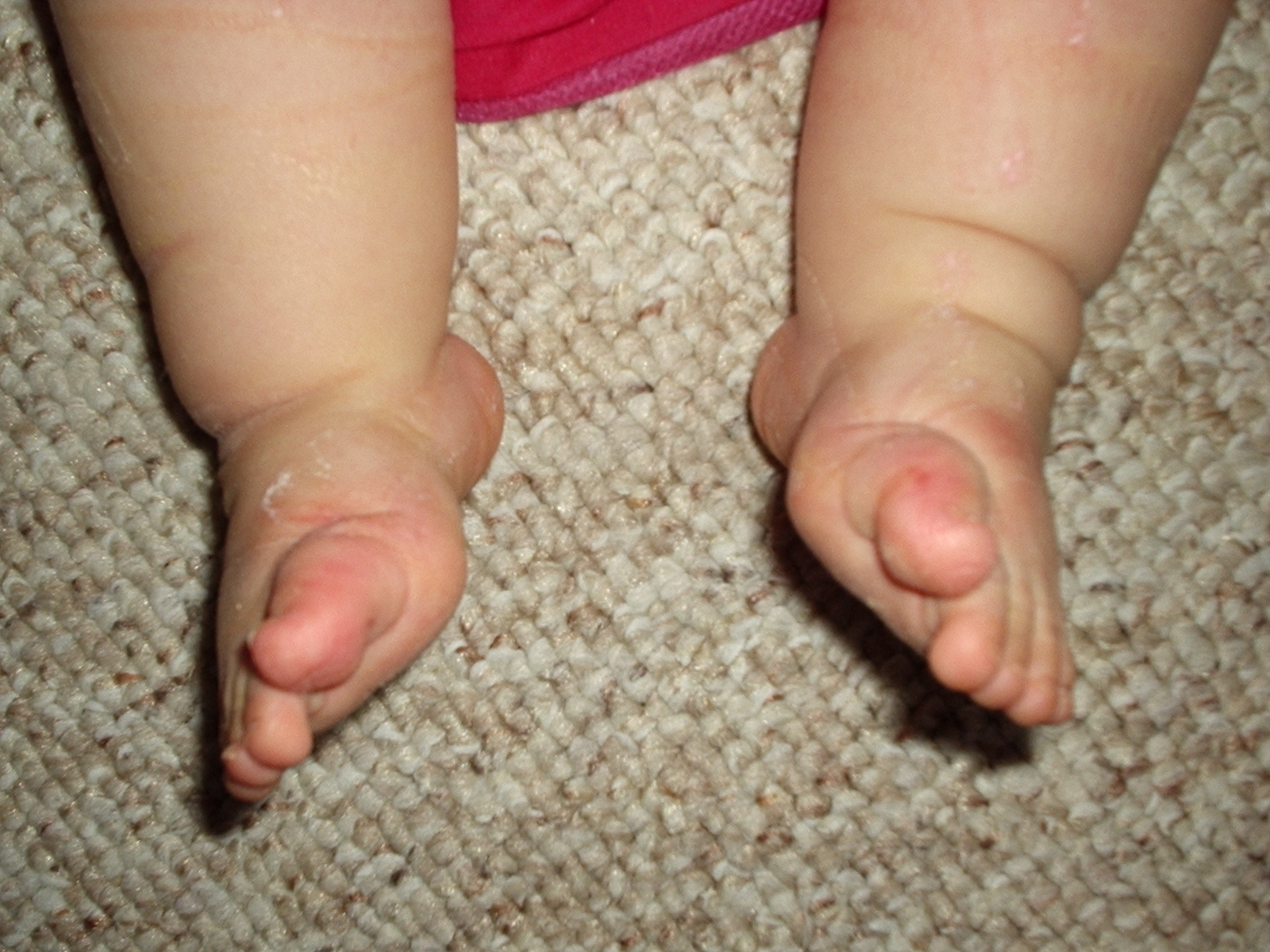
حنف القدم أثناء عملية التصحيح

حين تشخيص الطفل بحنف القدم هناك العديد من الخيارات العلاجية. يفترض أن تبدأ الخطة العلاجية فورا بعد التشخيص للاستفادة من مرونة عظام ومفاصل الطفل
الطريقة الفرنسية: وتعرف أيضا بالطريقة الوظيفية أو طريقة العلاج الطبيعي وهي أسهل طريقة للعظام الصغيرة. تسحب قدم الطفل بطريقة تدريجية لتحقيق الموضع الصحيح لها ويتم ذلك عن طريق سحبها إلى موضعها وتثبيتها بشريط لاصق ويتم ربط قدم الطفل في الليل في مكينة تتحرك باستمرار أثناء نوم الطفل ولكن تبدو هذه الطريقة أقل استخداما نظرا لاستهلاكها الوقت والجهد
الجراحة المتكاملة للأنسجة الدقيقة أو العظام غير ضرورية عادة لمعالجة حنف القدم ولكن توجد هناك جراحتين بسيطتين قد تكون لازمة
1- تدبيس وتر أخليس: وقد يتم اللجوء اليها في 80% من الحالات
2- نقل الوتر الساقي الأمامي بحيث ينقل الوتر من أول اصبع إلى الإصبع الثالث لغرض سحب سحب القدم إلى الداخل ويتم اللجوء اليها في 20% من الحالات.
في الغالب لا تحتاج الجراحات المتكاملة لما تسببه من أضرار قد تتضمن مشاكل وظيفية أو مشاكل في النمو أو مشاكل جمالية في القدم.
الطفل الذي يحتاج إلى جراحة تكاملية عادة ما يحتاج إلى عمليتين جراحيتين اضافيتين كمتوسط لتصحيح المشاكل المذكورة للتو.
في العلاج عن طريق السحب والتجبيس يطلب الطبيب المعالج تغيير الجبيرة لأكثر من مرة في عدة أسابيع ويقوم بسحب وشد الأوتار بشكل تدريجي حتى تسحب القدم للخارج وتاخذ موضعها الصحيح.
لمنع عودة المشكلة تلبس دعامات تصحيحية ويتم تخفيف لبسها تدريجيا حتى تلبس فقط وقت النوم في عمر الرابعة.

## التاريخ
علاج حنف القدم مثبت في الرسومات المصرية القديمة
مشاهير مصابين
الروائي الشهير ناتي جوسي والذي عاش ما بين 1890-1964, اشتهر برواياته وأيضا بقدمه اليسرى الحنفاء.